# 总苞葶苈
总苞葶苈（学名：Draba involucrata），为十字花科葶苈属下的一个植物种。